# 王将 (1948年の映画)
「王将」（おうしょう）は、1948年10月18日公開の日本映画。製作は大映。94分。

## 概要
北條秀司が1947年に発表した戯曲『王将』の初の映画化である。将棋棋士坂田三吉の半生を描く。昭和23年度（第3回）芸術祭賞映画部門受賞。
伊藤大輔によるシナリオは、映画公開前に、雑誌『映画芸術』1948年5月号に、伊藤自身による執筆の態度・方針を示した『シナリオ・王将の解剖』とともに掲載された。
伊藤のシナリオ、同じく阪東妻三郎主演による続編『続・王将』を大映で制作する企画があったが、1949年の阪東の大映退社で企画中止になった。1952年、やはり伊藤・阪東による続編『王将一代』を松竹で製作する企画があり、部分的に撮影まで行われたが、阪東の病気により製作中止になった。なお、伊藤の『伊藤大輔シナリオ集Ⅱ』（淡交社）では、その後日活でも企画されて、最終的に新東宝で1955年の『王将一代』となったとある。

## あらすじ
明治39年、大阪。通天閣を眺める天王寺の長屋に住む、素人将棋指しの坂田三吉は、眼病を患いながら将棋に夢中。家業の草履作りも怠り、「天王寺の三やん」のあだなで有名になっていた。東京の棋士との対抗試合大会には、仏壇を質にいれて参加するが、気鋭の棋士・関根七段との対局に千日手で敗れ、そのくやしさで「玄人の将棋指し」を目指すことにする。帰宅すると、妻の小春が家出しようとしており、三吉は必死で謝る。
朝日新聞主催の将棋大会の案内が三吉にくるが、会費を持たない三吉は、娘・玉江の一張羅を質に出して出掛け、眼科医の菊岡博士と知り合う。小春は玉江の服が質にいれられたことを知って絶望的になり、玉江と赤ん坊の息子とをつれて鉄道で自殺をはかった。
大会での勝負の半ば、長屋仲間の新やんからの連絡に驚いた三吉は、長屋に飛んで帰る。しばらくして、小春親子は、小春の頭の中で鳴り響いた「妙見はんの団扇太鼓」のおかげで、無事戻ってきた。三吉は、きっぽり将棋をやめると誓い、将棋の駒を、新やんのコンロの火中に投じる。小春は三吉の気持ちに心変わりをし、どうせやるなら日本一の将棋指しになれと励ますのだった。そして、小春は燃え残っていた王将の駒をみつけ、自分のお守りにする。
三吉の眼病はますます悪くなるが、眼科医の菊岡博士が突然訪ねてきて、「あなたに、是非、関西・初の将棋名人になってほしい」と、眼の手術をすすめる。小春が妙見さまに、団扇太鼓を叩きながら祈ったためもあってか、三吉の手術は無事、成功した。後援者のおかげもあり、三吉は職業棋士になり、さらに将棋の修行を行う。
それから8年後の大正2年6月、七段となった三吉は京都・南禅寺で関根八段と対局する。小春はお題目で坂田を応援し、また、玉江は対局室で手合に立ち会う。苦戦していた三吉は、奇手「二五銀」を放ち、関根を破る。坂田の関係者たちは勝利に喝采するが、玉江一人は喜ばない。玉江は「お父ちゃんの二五銀、あれは、負けを覚悟して苦し紛れのヤマカンで指したやろ」と三吉を問い詰める。怒った三吉も、鏡で自分の姿を見て、最後は玉江の指摘が正しいことを認め、妙見はんにお題目を唱える。
それから数年、三吉は関根と戦いを続け、10戦6勝の成績をあげる。大正10年には名古屋で対局してさらに勝つ。
東京では、坂田を無視して、関根八段を名人におす話がもちあがっていた。坂田を後援していた朝日新聞社の学芸部長は、「名人位を争う勝負を行う」か「関西名人をなのる」か、いずれかを選ぶように三吉に迫るが、三吉は「将棋盤と相談する」と答える。弟子・毛利と将棋盤をにらんでいた三吉は、「将棋に王将は2枚あるが、勝ち残るのは1枚だけ。それが名人や。そして、それはワシではない。関根はんだ」と語り、小春たちと天王寺に行こうとする。
東京では関根名人の祝賀会が行われている。そこに突然、弟子の毛利と現れた三吉。三吉は関根に祝いの言葉をかけ、関根のおかげでここまでの将棋指しになれたと語る。そして、自ら作った草履を祝いの品として渡す。関根は三吉の態度に感服するのだった。
そこに、大阪から坂田あてに電話が入る。それは心臓病の小春が危篤状態と伝える、玉江からの電話だった。三吉は電話機を小春に向けてもらい、「死んだらあかん」とお題目をとなえる。ついに小春が息をひきとった際、玉江は、小春の右手にお守りの王将の駒が握られていたことに気がつく。
三吉が、老いた新やんがまだ屋台を引く、天王寺の長屋付近から通天閣を眺めて、映画は終わる。

## スタッフ
- 監督 伊藤大輔
- 脚本 伊藤大輔（「映画芸術」版）
- 原作 北条秀司
- 企画 奥田久司
- 撮影 石本秀雄
- 美術 角井平吉
- 装置 林米松
- 特殊工作 山本卯一郎
- 背景 小倉清三郎
- 装飾 中島小三郎
- 音楽 西悟郎
- 録音 海原幸夫
- 照明 湯川太四郎
- 編集 宮田味津三
- 衣裳 黒沢好子
- 製作主任 黒田豊
- 監督助手 加藤泰通
- 記録 牛田二三子
- スチール 斉藤勘一
- 将棋指導 升田幸三

## キャスト
- 阪東妻三郎 坂田三吉
- 水戸光子	坂田の妻・小春
- 三條美紀	坂田の娘・玉江
- 奈加テルコ	玉江の少女時代
- 小杉勇	眼科医・菊岡
- 斎藤達雄	朝日新聞社学芸部長・大倉
- 大友柳太郎	坂田の内弟子・毛利
- 滝沢修 関根名人
- 三島雅夫	ワンタン屋・新蔵
- 香川良介	小沢七段（関根名人祝賀会に参加していた棋士）
- 葛木香一	後援者幹事・八代
- 寺島貢	後援者幹事・島津
- 近衛敏明	後援者幹事・中浜
- 上田寛	写真班・真砂
- 葉山富之輔	審判・佐分
- 石原須磨男	人足・由松
- 島田照夫	受付・柿花
- 市川左正	受付・竹造
- 玉置一恵	草履問屋の番頭・伍平
- 羽白修	一木初段
- 三浦志郎	東西屋（チンドン屋）・南
- 初山たかし	長屋の寛ちゃん
- 宮田二郎	長屋の金ちゃん
- 常盤操子	女将・喜代
- 香住佐代子	女中お栄
- 小林叶江	長屋の女お小夜
- 国枝勢津子	長屋の女お金
- 仲上小夜子	長屋の女お夏
- 滝のぼる	長屋の女お兼
- 赤木春生	長屋の女お峰
- 上野陽子	給仕・豊子

## 実話との相違点
- 坂田三吉は映画では白ネルの腰巻に羽織姿で人前に現れるような礼儀知らずとして描かれているが、実際はずんぐりした体格に角ばった才槌頭が目立って大きく、対局中はきちんと背筋を伸ばして正座し、黙考を重ねていた。
- お辞儀が馬鹿丁寧で長かったことは共通しているが、社会的な地位のある人の前では事大主義と言えるほど腰が低かった。映画のようななりふりかまわぬ野人ではではけっしてなかった。[5]。
- 文字は知らなかったが江戸時代の古い将棋を相当よく知っていた。坂田将棋も完全な独学ではなく、坂田以前に大阪名人といわれた小林東伯斎からアドバイスを受けたことがあった。

- 坂田夫婦が鳥辺山の日蓮宗系の「みょうけんさん」（妙見堂）の熱心な信者だというエピソードもフィクションであり[6]、実際の坂田夫婦は、三吉の眼病快癒のため、京都の柳谷観音を信心していた[7]。
- 妻の名前は、小春ではなく、コユウで、坂田との間に、四男三女をもうけている。映画では大正10年に坂田が東京にいる間に亡くなっている設定だが、実際は昭和２年に亡くなっていて、三吉は臨終に立合っている。